# Lisków (gemeente)
De gemeente Lisków is een landgemeente in het Poolse woiwodschap Groot-Polen, in powiat Kaliski.
De zetel van de gemeente is in Lisków.
Op 30 juni 2004 telde de gemeente 5416 inwoners.

## Oppervlakte gegevens
In 2002 bedroeg de totale oppervlakte van gemeente Lisków 75,83 km², waarvan:
- agrarisch gebied: 84%
- bossen: 10%

De gemeente beslaat 6,54% van de totale oppervlakte van de powiat.

## Demografie
Stand op 30 juni 2004:
| Omschrijving                   | Totaal | Totaal | Vrouwen | Vrouwen | Mannen | Mannen |
| ------------------------------ | ------ | ------ | ------- | ------- | ------ | ------ |
| eenheid                        | aantal | %      | aantal  | %       | aantal | %      |
| inwoners                       | 5416   | 100    | 2810    | 51,9    | 2606   | 48,1   |
| bevolkingsdichtheid (inw./km²) | 71,4   | 71,4   | 37,1    | 37,1    | 34,4   | 34,4   |

In 2002 bedroeg het gemiddelde inkomen per inwoner 1325,93 zł.

## Administratieve plaatsen (sołectwo)
Annopol, Budy Liskowskie (sołectwa: Budy Liskowskie I en Budy Liskowskie II), Chrusty, Ciepielew Józefów, Koźlątków, Lisków, Lisków-Rzgów, Madalin, Małgów, Nadzież, Pyczek, Strzałków, Swoboda, Trzebienie, Wygoda, Zakrzyn, Zakrzyn-Kolonia, Żychów.

## Aangrenzende gemeenten
Ceków-Kolonia, Goszczanów, Kawęczyn, Koźminek